# Contea di Lawrence (Missouri)
La contea di Lawrence in inglese Lawrence County è una contea dello Stato del Missouri, negli Stati Uniti. La popolazione al censimento del 2000 era di 35 204 abitanti. Il capoluogo di contea è Mount Vernon